# Marquesado de Casa Saltillo
El marquesado de Casa Saltillo es un título nobiliario español creado por el rey Fernando VII en favor de Luis de Gonzaga de Quesada y Chumacero Fernández, regidor en Granada y Caravaca, mediante real decreto del 16 de junio de 1827 y real despacho expedido el 12 de noviembre del mismo año.

## Marqueses de Casa Saltillo
|                        | Titular                                          | Periodo                |
| Creación por Carlos IV | Creación por Carlos IV                           | Creación por Carlos IV |
| ---------------------- | ------------------------------------------------ | ---------------------- |
| I                      | Luis de Gonzaga de Quesada y Chumacero Fernández | 1827-1847              |
| II                     | Tomás-Luis de Quesada y Chumacero                | 1848-1880              |
| III                    | María del Milagro Quesada y de la Vera           | 1880-1888              |
| IV                     | Alfonso Sanchiz y Quesada                        | 1891-1918              |
| V                      | Joaquín Sanchiz y Quesada                        | 1918-1949              |
| VI                     | José Joaquín Sanchiz y Álvarez                   | 1951-1978              |
| VII                    | José María Sanchiz y Gil de Avalle               | 1962-2018              |
| VIII                   | José Ángel Martínez Sanchiz                      | 2020-2024              |
| IX                     | Ignacio Martínez Segura                          | 2024-hoy               |

## Historia de los marqueses de Casa Saltillo
- Luis de Gonzaga de Quesada y Chumacero Fernández (m. Granada, 4 de agosto de 1847), I marqués de Casa Saltillo,[2] veinticuatro y maestrante de Granada, regidor perpetuo de Caravaca, poseedor de los mayorazgos de Córdoba-Ronquillo en Granada y de Quesada en Úbeda y Baeza.[1]

Casó con Isabel de Moscoso y Chumacero, su prima hermana. Sin descendencia. El 3 de mayo de 1848 le sucedió su hermano:
- Tomás-Luis de Quesada y Chumacero (Caravaca, 29 de diciembre de 1799-Granada, 7 de febrero de 1880), II marqués de Casa Saltillo,[2] caballero maestrante de Granada.[3][4]

Casó el 10 de enero de 1818, en Valencia de Alcántara, con su prima-hermana María de los Dolores Carmen-Dorotea Chumacero y Fernández (1801-1850). El 3 de noviembre de 1880 le sucedió su nieta:
- María del Milagro Quesada y de la Vera (Madrid, 21 de febrero de 1846-Ídem, 26 de marzo de 1888), III marquesa de Casa Saltillo,[2] dama maestrante de Granada.[3]

Casó el 24 de marzo de 1866, en Madrid, con José Sanchiz y Castillo (1827-1901), caballero y clavero mayor de la Orden de Montesa, maestrante de Granada, gentilhombre del rey, gran cruz de San Hermenegildo y de Carlos III, jefe de estudios del rey Alfonso XIII, general de división de artillería, que era hijo de Joaquín Sanchíz y Berenguer de Morales, capitán de fragata de la Real Armada, y su esposa Joaquina Castillo y Fernández Oliva.
El 7 de noviembre de 1891 le sucedió su hijo:
- Alfonso Sanchiz y Quesada (Madrid, 8 de julio de 1867-Zaragoza, 27 de enero de 1918), IV marqués de Casa Saltillo,[2] maestrante de Granada, caballero de la Orden de Montesa, gentilhombre del rey Alfonso XIII y comandante de artillería.[3]

Sin descendencia. El 3 de agosto de 1918 le sucedió su hermano:
- Joaquín Sanchiz y Quesada Castillo y de la Vera (Madrid, 20 de julio de 1868-Madrid, 30 de diciembre de 1949), V marqués de Casa Saltillo,[2] II conde de Ulloa de Monterrey (rehabilitado en 1918), XVII marqués de Pescara (rehabilitado en 1928) y grande de España,<ref">«Real orden disponiendo se expida Real carta de sucesión en el Título de Marqués de Pescara a favor de don Joaquín Sanchiz de Quesada Castillo y de la Vera, Marqués de Casa Saltillo, Conde de Ulloa de Monterrey». Boletín Gaceta de Madrid (140). Vacante por defunción de Diego Dávalos, último poseedor de tal título. Madrid. 19 de mayo de 1928. p. 990. Consultado el 11 de julio de 2024.</ref> maestrante de Granada, caballero de Montesa y mayordomo de semana.[6][3]

Casó el 21 de febrero de 1903, en Madrid, con Carmen Álvarez de Quindos y González de Castejón (1880-1950). El 5 de enero de 1951 le sucedió su hijo:
- José Joaquín Sanchiz y Álvarez de Quindos (Madrid, 7 de enero de 1904-Madrid, 14 de diciembre de 1978), VI marqués de Casa Saltillo,[2] III conde de Chacón, XVIII marqués de Pescara y grande de España,[7] hidalgo a fuero de España, maestrante de Granada, caballero de la Real Hermandad del Santo Cáliz de Valencia, grandes cruces de San Hermenegildo y del Mérito Aeronáutico, general de Aviación.[3]

Casó el 11 de enero de 1929, en Valencia, con Mercedes Gil de Avalle y Gascó, dama del Santo Cáliz. El 25 de mayo de 1962, tras solicitud cursada el 9 de diciembre de 1961 (BOE del día 25 del mismo mes) y orden del 17 de marzo de 1962 para que se expida la correspondiente carta de sucesión (BOE del 4 de abril), le sucedió, por cesión, su hijo:
- José María Sanchiz y Gil de Avalle, VII marqués de Casa Saltillo,[2] XIX marqués de Pescara y grande de España,[10] maestrante de Granada, hidalgo a fuero de España, caballero del Santo Cáliz de Valencia, caballero de justicia de la Orden Constantiniana de San Jorge.[11]

Casó con María Isabel de Gordón y Sanchiz. En 2020, tras orden del 20 de febrero de ese mismo para que se expida la correspondiente carta de sucesión (BOE del 3 de marzo), le sucedió su sobrino:
- José Ángel Martínez Sanchiz, VIII marqués de Casa Saltillo,[2] XX marqués de Pescara, grande de España,[13] notario, decano del Colegio Notarial de Madrid, presidente del Consejo General del Notariado,[14]académico de número de la Real Academia de Jurisprudencia y Legislación y autor de numerosos artículos y libros.[15]

Le sucedió su hijo a quien cedió el título:
- Ignacio Martínez Segura, IX marqués de Saltillo.[16]